# 82 a. C.
El año 82 a. C. fue un año del calendario romano prejuliano. En el Imperio romano, fue conocido como el año 672 Ab Urbe condita.

## Acontecimientos

### Grecia
- Finaliza la segunda guerra mitridática.

### Roma
- Lucio Cornelio Sila vence a Cayo Mario en las Guerras Civiles. Derrota a los samnitas aliados de Roma en la Batalla de la Puerta Colina y toma el control de Roma.
- Cayo Mario el Joven es asediado en la fortaleza de Preneste en el Lacio. Después de una fiera resistencia, Mario se suicida.
- Sila ordena a Cneo Pompeyo que aplaste a los rebeldes demócratas en Sicilia y África, mientras que el joven Cayo Julio César comienza a actuar como subordinado de Sila en el este.
- Pompeyo se gana, después de sus campañas en Sicilia y África, el apodo insultante de adulescentulus carnifex, el "adolescente carnicero".
- Hispania Citerior: el propretor C. Annio Fusco derrota al sertoriano M. Livio Salinator.[1]
- Julio César Proscripto por Sila y debe escapar

### Dacia
- Comienza el reinado de Berebistas, quien unifica la población dacia, formando el primer y más grande reino de Dacia unificado, en el territorio de la moderna Rumanía y sus alrededores.

## Nacimientos
- Cátulo, poeta latino.

## Fallecimientos
- Cayo Mario el Joven, político y general romano.